# Black house
Pour le film coréen, voir Black House (film).

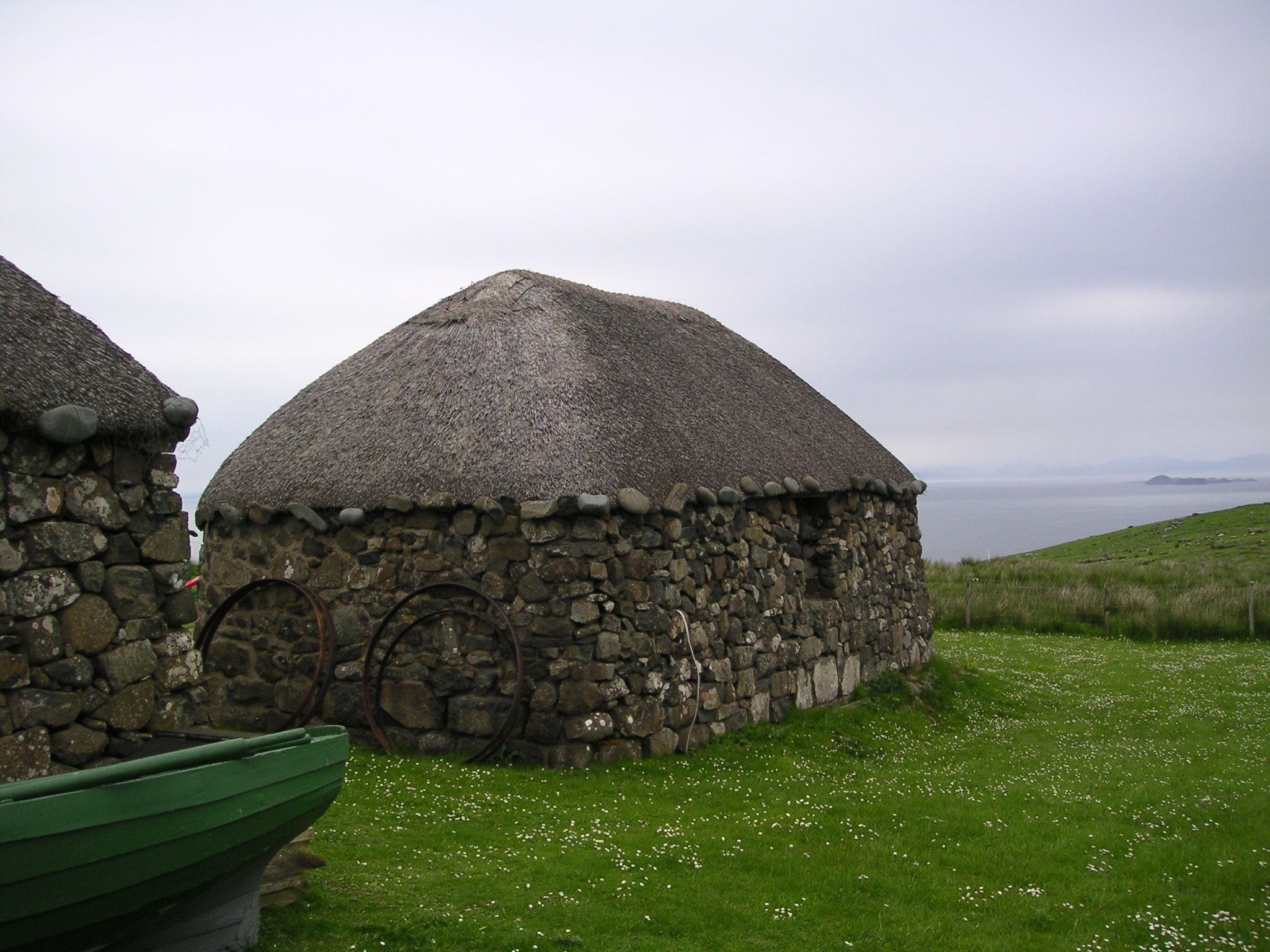
Black house restaurée à Trotternish, sur l'île de Skye.

Une black house, ou blackhouse, taigh dubh en gaélique écossais, anciennement tigh, est un type ancien d'habitation à pièce unique et à toit de chaume, à cohabitation de l'homme et de la vache, autrefois commun dans les Highlands et les Hébrides en Écosse, ainsi qu'en Irlande et dans les colonies de langue gaélique en Nouvelle-Écosse (Canada). Les personnes en occupaient un bout et les bêtes l'autre, une cloison séparant les deux.

## Étymologie
L'origine du nom tigh dubh est toujours sujette à débat : il pourrait dater d'il y a moins de 150 ans et avoir été synonyme d'« inférieur ». Sur Lewis en particulier, le nom semble avoir été utilisé pour faire la distinction entre les anciennes black houses et les nouvelles white houses (tigh geal) aux murs en pierres maçonnées. Il peut aussi y avoir une certaine confusion venant de la similitude entre la phonétique de dubh, c'est-à-dire « noir », et tughadh, c'est-à-dire « chaume » .

## Construction
Ces bâtiments étaient généralement montés avec des murs en pierre sèche à deux parements, avec remplissage de terre, et des chevrons en bois couverts par un toit de chaume de seigle ou de roseau. Le sol consistait en un dallage de pierre ou de la terre battue. Si un âtre central permettait de faire du feu, il n'y avait toutefois pas de cheminée pour permettre l'évacuation de la fumée : celle-ci se frayait un chemin à travers les interstices du toit.

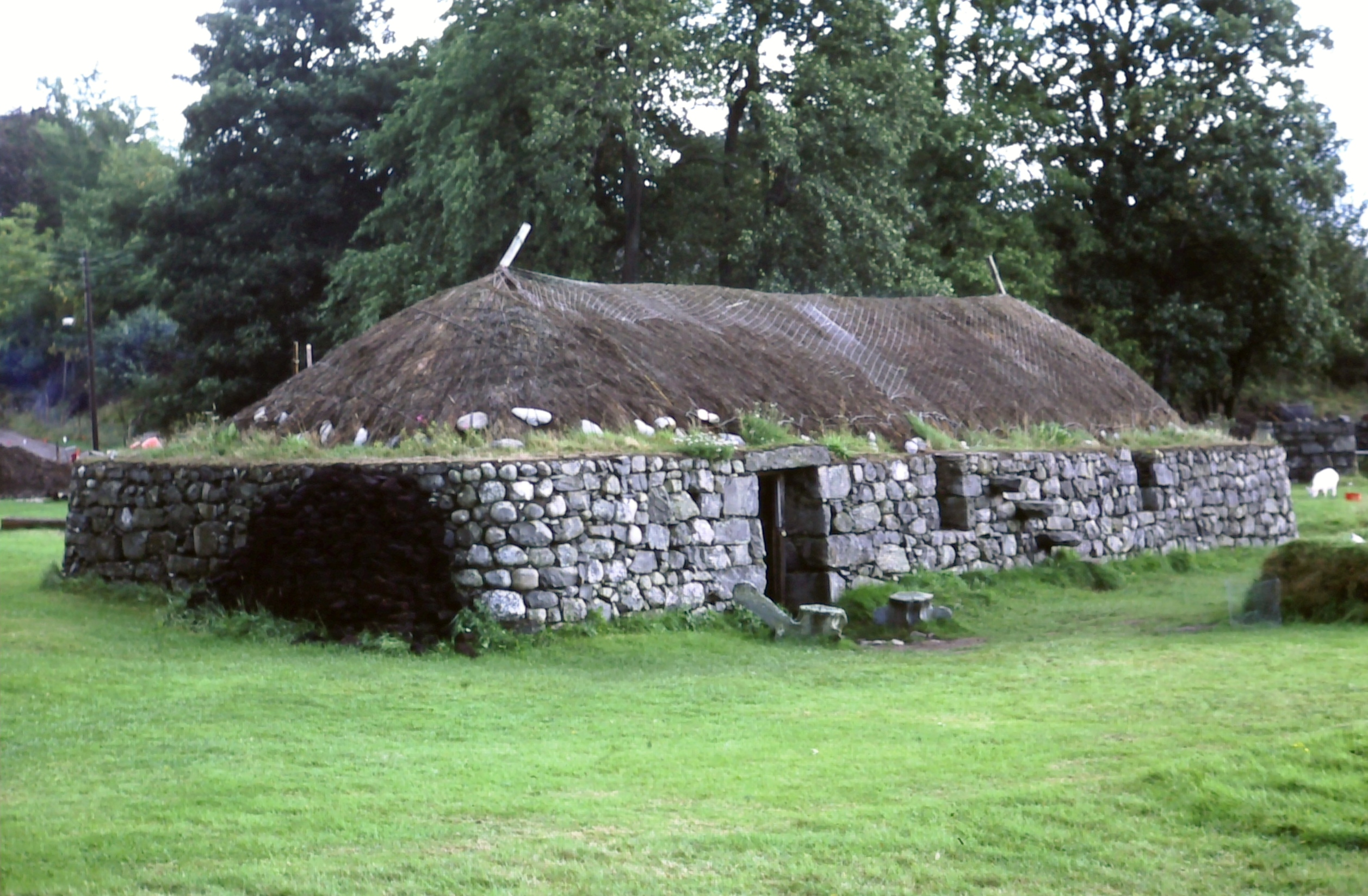
Restitution de black house au Highland Folk Museum près de Kimgussie (Highland council area).
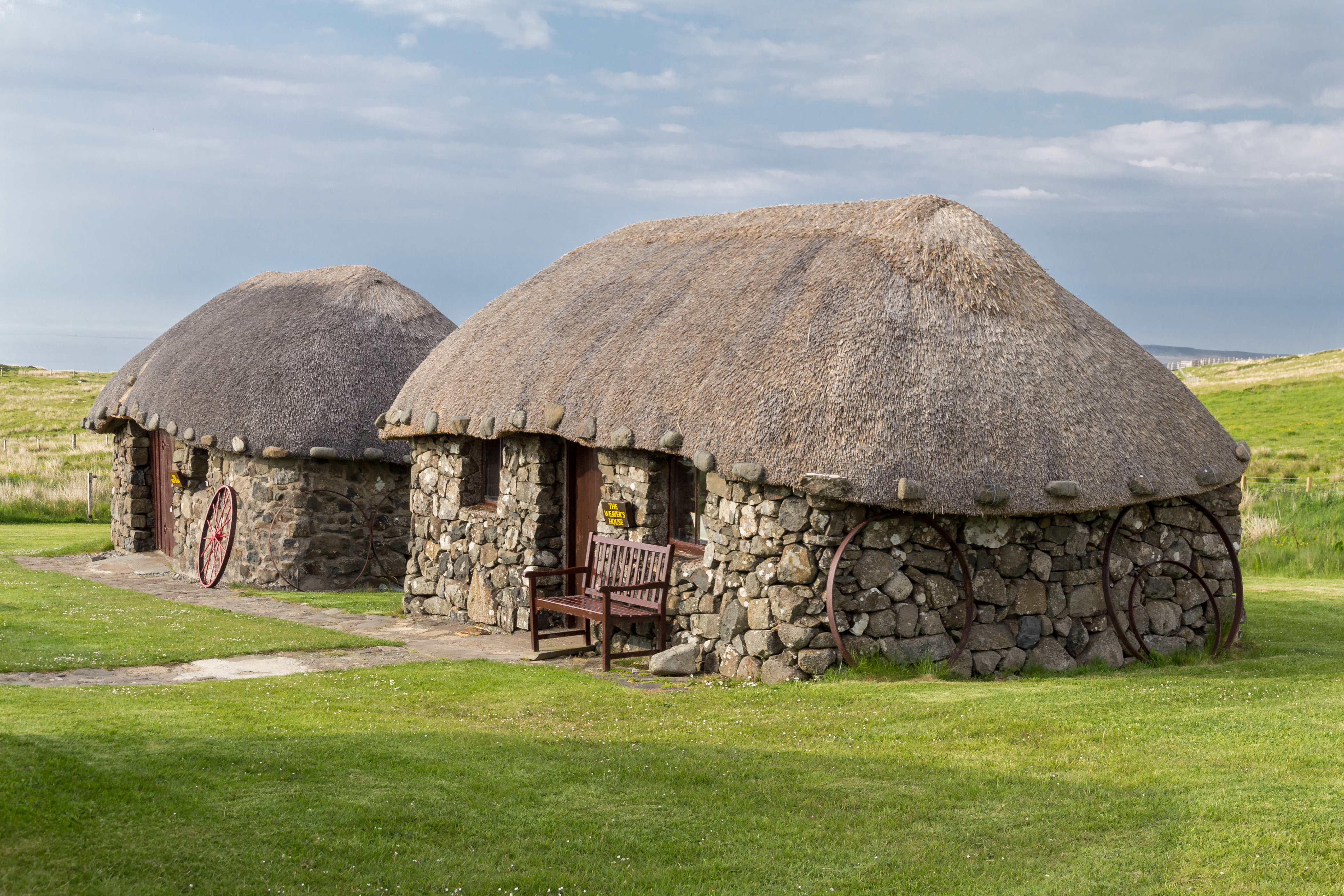
Restitutions de black houses au Skye Museum of Island Life à Kilmuir (Highland council area).
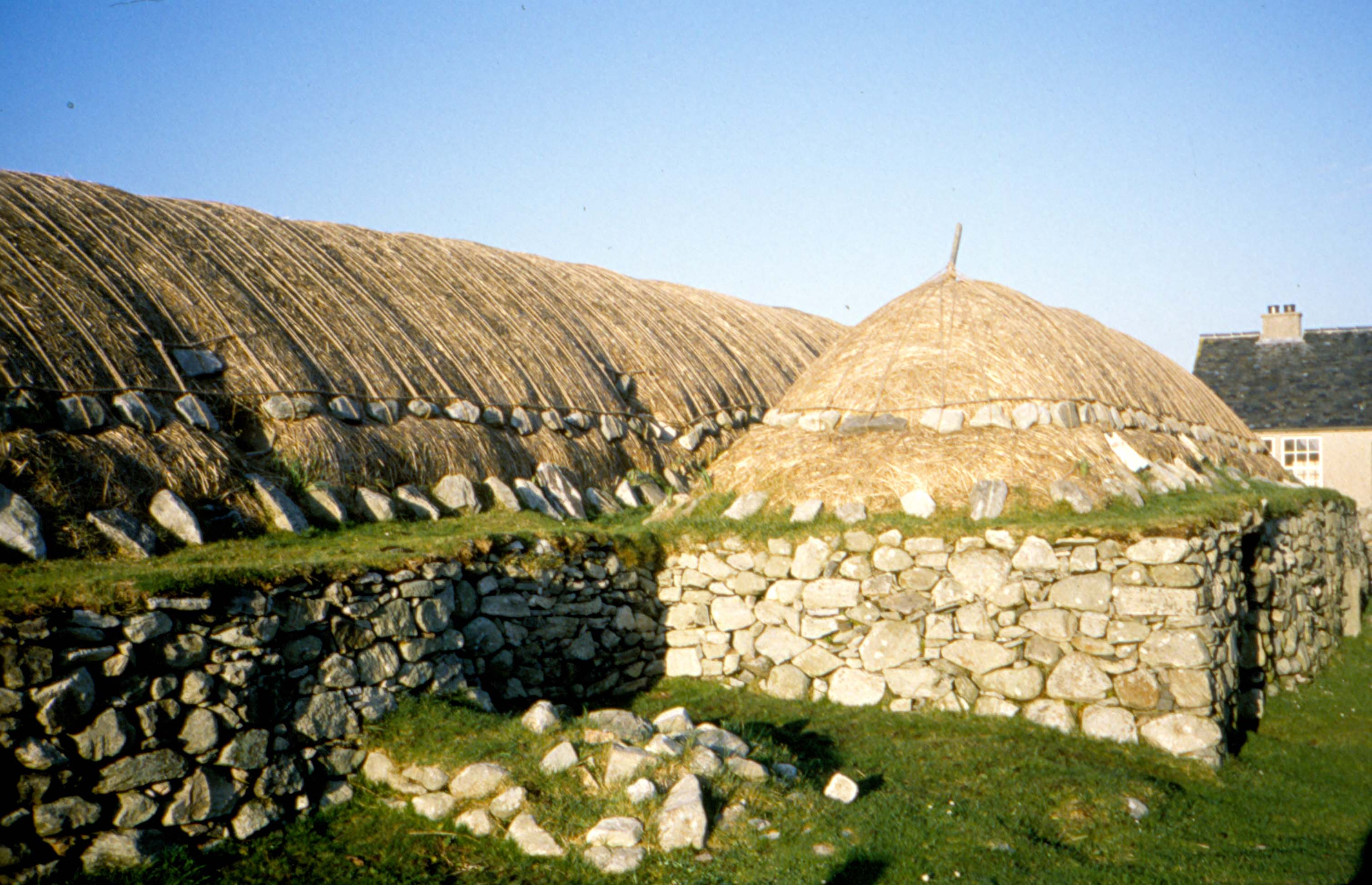
Blackhouse Museum à Arnol, île de Lewis, Hébrides extérieures.
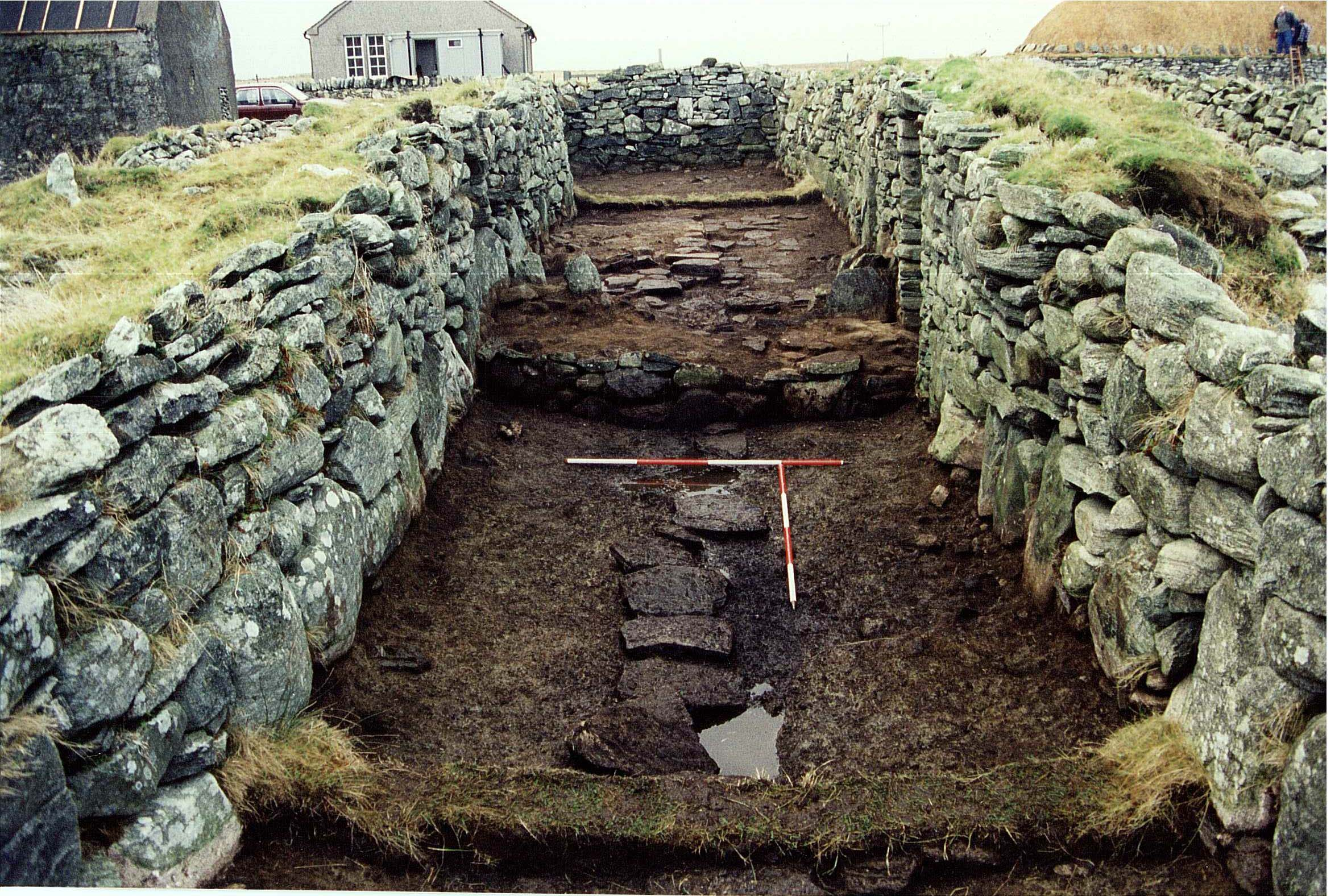
Fouille d'une black house à Arnold, île de Lewis, Hébrides extérieures: l'étable avec son drain est suivie d'une salle dallée entre des murs très épais.

## Sur Lewis
Bien qu'au premier regard on puisse méprendre les black houses de Lewis pour des antiquités, la plupart des ruines encore debout furent bâties il y a moins de 150 ans. Nombre d'entre elles avaient encore leur toit dans les années 1970, mais elles se dégradèrent rapidement en raison de l'absence d'entretien annuel lorsque leurs habitants les abandonnèrent pour des maisons avec des installations sanitaires et un meilleur chauffage. Cependant, on assiste à de plus en plus de restaurations, essentiellement pour en faire des logements de vacances. 
Les black houses de Lewis ont un toit en chaume de paille posé sur des mottes de gazon, et d'épais murs de pierre avec un remplissage de terre. Les chevrons partent du parement intérieur des murs, ce qui dégage une retraite à leur sommet permettant d'accéder au toit pour faire la couverture de chaume. Il y avait une entrée unique mais une bipartition de l'espace pour les occupants et les animaux. Plusieurs rangées d'habitations étaient généralement construites à côté les unes des autres, chacune ayant son propre faîte, ce qui donne l'allure caractéristique de ces maisons sur Lewis. 
L'origine de ces bâtiments n'est pas connue avec certitude, car peu d'exemples antérieurs au XVIIIe siècle ont été mis au jour. Une raison en est la différence dans la construction des bâtiments plus anciens, qui, faits de terre et de chaume, n'auraient pas survécu à l'épreuve du temps une fois abandonnés. 
Les black houses que l'on trouve sur Lewis ont clairement été modifiées pour tenir dans l'environnement exigeant des Hébrides extérieures. De petits toits arrondis, cordés de façon élaborée, ont été mis au point pour résister aux vents forts de l'Atlantique, tandis que les murs épais fournissaient une isolation et soutenaient la charpente du toit,.

## Sur Hirta (Saint-Kilda)
Au XXe siècle, âge d'or de l'île de Hirta, le finage villageois fut réorganisé et rationalisé sous la houlette du seigneur non résidant et du clergé local tandis que le village faisait l'objet de deux reconstructions, la première en 1830, avec l'édification de blackhouses, maisons à pièce unique, à pignon arrondi tourné vers la mer, la seconde en 1861, avec celle de 16 whitehouses, maisons de maçons à trois pièces, à pignon droit et à façade en gouttereau regardant la baie. Les vestiges du village antérieur ne sont plus visibles.
Une carte postale du début du XXe siècle représente la grand'rue de Saint-Kilda avec sa rangée où s'entremêlent « maisons noires » et « maisons blanches » en amont et le mur de pierre sèche qui la borde en aval.